# عمر دي. كونغور
عمر دي. كونغور هو محامي وقاضي وسياسي أمريكي، ولد في 1 أبريل 1818 في كوبرستاون في الولايات المتحدة، وتوفي في 11 يوليو 1898 في أوشن سيتي في الولايات المتحدة. نشط حزبياً في الحزب الجمهوري.

## مناصب
- انتخب عضو مجلس الشيوخ الأمريكي [الإنجليزية]‏ عن دائرة Michigan Class 1 senate seat ‏ وقد انضم خلال فترته النيابية [الإنجليزية]‏ (4 مارس 1885 – 4 مارس 1887) للكتلة البرلمانية الحزب الجمهوري.
- انتخب عضو مجلس الشيوخ الأمريكي [الإنجليزية]‏ عن دائرة Michigan Class 1 senate seat ‏ وقد انضم خلال فترته النيابية [الإنجليزية]‏ (4 مارس 1883 – 4 مارس 1885) للكتلة البرلمانية الحزب الجمهوري.
- انتخب عضو مجلس الشيوخ الأمريكي [الإنجليزية]‏ عن دائرة Michigan Class 1 senate seat ‏ وقد انضم خلال فترته النيابية [الإنجليزية]‏ (4 مارس 1881 – 4 مارس 1883) للكتلة البرلمانية الحزب الجمهوري.
- انتخب عضو مجلس ولاية ميشيغان ‏.
- انتخب عضو مجلس النواب الأمريكي [الإنجليزية]‏.
- انتخب عضو مجلس الشيوخ الأمريكي [الإنجليزية]‏.